# カルカスカ郡 (ミシガン州)
カルカスカ郡（英: Kalkaska County）は、アメリカ合衆国ミシガン州ロウアー半島の北部に位置する郡である。2010年国勢調査での人口は17,153人であり、2000年の16,571人から3.5%増加した。郡庁所在地はカルカスカ村（人口2,020人）であり、同郡で人口最大かつ唯一法人化された村でもある。
カルカスカ郡はトラバースシティ小都市圏に属している。

## 歴史
カルカスカ郡となった地域に入った最初の開拓者はウィリアム・コープランドというイギリス人であり、1855年に郡の北西隅の土地を購入した。カルカスカ郡は1840年に設立され、当初は「ウォバシー郡」と名付けられていたが、1843年に改名された。「カルカスカ」という名前はチッペワ族インディアンの言葉で「平らな国」あるいは「焼かれた国」を意味すると考えられている。別の説ではヘンリー・スクールクラフトが作った新語であり、当初は"Calcasca" と綴られていた。これは言葉遊びだとする学者もいる。スクールクラフトの姓は元々"Calcraft"であり、インディアンの言葉らしくするために"K" の文字に変えられたというものである。郡の当初の重要産業は製材業だった。かなりの量の石油と天然ガスの埋蔵量が発見され、1973年にはシェル石油の石油精製プラントが建設され、大きなブームになった。

## 地理
アメリカ合衆国国勢調査局に拠れば、郡域全面積は570.76平方マイル (1,478.3 km2)であり、このうち陸地561.02平方マイル (1,453.0 km2)、水域は9.75平方マイル (25.3 km2)で水域率は1.71%である。
- ミシガン州の土壌に指定されるカルカスカ砂はこの郡に因む命名である。氷河時代の氷河作用によって大量の砂が地域に堆積された。

### 特徴的な地形
- 郡内には80以上の湖と、全長275マイル (443 km) の川がある。
- 土地の多くは湿地である。
- 標高は595フィート (181 m) から 1,246 フィート (380 m)である。ロウアー半島では起伏が激しい方である。
- 郡の大半はペレ・マルケット州立林に覆われている。
- 氷河が地域の地形を造っており、特徴有る生態系になっている。地域の大部分はいわゆるグレイリング外縁堆積原であり、氷河が崩壊させた砂質の尾根など広い堆積原、バンクスマツの生える荒地、シロマツとアカマツの森、北部の硬木の森よりなっている。氷河作用で大きな湖が形成された[6]。

#### 河川
- ブロードマン川
- マニスティ川
- ラピッド川

### 主要高規格道路
- アメリカ国道131号線
- ミシガン州道66号線
- ミシガン州道72号線

### 隣接する郡
- アントリム郡 - 北
- オトセゴ郡 - 北東
- クロウフォード郡 - 東
- ロスコモン郡 - 南東
- ミソーキー郡 - 南
- ウェックスフォード郡 - 南西
- グランドトラバース郡 - 西

## 人口動態
| カルカスカ郡の人口推移 |        |        |
| 年                     | 人口   | 変化率 |
| 1940年                 | 5,159  | -      |
| 1950年                 | 4,597  | -10.9% |
| 1960年                 | 4,382  | -4.7%  |
| 1970年                 | 5,372  | 22.6%  |
| 1980年                 | 10,592 | 97.2%  |
| 1990年                 | 13,497 | 27.4%  |
| 2000年                 | 16,571 | 22.8%  |
| 2010年                 | 17,153 | 3.5%   |

以下は2000年の国勢調査による人口統計データである。
| 基礎データ - 人口: 16,571人 - 世帯数: 6,428 世帯 - 家族数: 4,634 家族 - 人口密度: 11人/km2（30人/mi2） - 住居数: 10,822軒 - 住居密度: 7軒/km2（19軒/mi2） 人種別人口構成 - 白人: 98.44% - アフリカン・アメリカン: 0.21% - ネイティブ・アメリカン: 0.78% - アジア人: 0.22% - 太平洋諸島系: 0.05% - その他の人種: 0.10% - ヒスパニック・ラテン系: 0.86% 先祖による構成 - ドイツ系：24.6% - イギリス系：12.4% - アイルランド系：10.4% - アメリカ人：10.0% - ポーランド系：6.3% - フランス系：5.1% 言語による構成 - 英語：98.8% | 年齢別人口構成 - 18歳未満: 25.6% - 18-24歳: 7.6% - 25-44歳: 28.6% - 45-64歳: 24.5% - 65歳以上: 13.7% - 年齢の中央値: 38歳 - 性比（女性100人あたり男性の人口） - 総人口: 101.2 - 18歳以上: 98.9 世帯と家族（対世帯数） - 18歳未満の子供がいる: 31.7% - 結婚・同居している夫婦: 58.6% - 未婚・離婚・死別女性が世帯主: 9.0% - 非家族世帯: 27.9% - 単身世帯: 22.3% - 65歳以上の老人1人暮らし: 8.2% - 平均構成人数 - 世帯: 2.55人 - 家族: 2.95人 収入と家計 - 収入の中央値 - 世帯: 36,072米ドル - 家族: 39,932米ドル - 性別 - 男性: 31,860米ドル - 女性: 20,455米ドル - 人口1人あたり収入: 16,309米ドル - 貧困線以下 - 対人口: 10.5% - 対家族数: 8.2% - 18歳未満: 14.2% - 65歳以上: 7.0% |

## 郡政府
郡政府は郡監獄の運営、地方道の維持、地方裁判所の運営、権利譲渡と抵当権設定記録など重要記録の維持、公衆衛生規制の管理、福祉など社会サービスの項目で州の施策への参加を行う。郡政委員会は予算を管理するが、法や条例を作るのは限定付き権限である。ミシガン州では、警察と消防、建設と区画割、税評価、街路維持など地方政府の大半機能は個々の都市と郡区の責任である。

## 行事
ナショナル・トラウト・フェスティバルは毎年4月末に開催される祭である。1936年に始まり、郡民や企業が共に集まって歴史遺産を祝い、スポーツを楽しむ。

## 郡区
カルカスカ郡は下記12の郡区に分割されている。
| - ベアレイク - ブルーレイク - ボードマン - クリアウォーター | - コールドスプリングス - エクセルシア - ガーフィールド - カルカスカ | - オリバー - オレンジ - ラピッドリバー - スプリングフィールド |

## 都市と町
- カルカスカ村 - 郡庁所在地